# Ketiminy

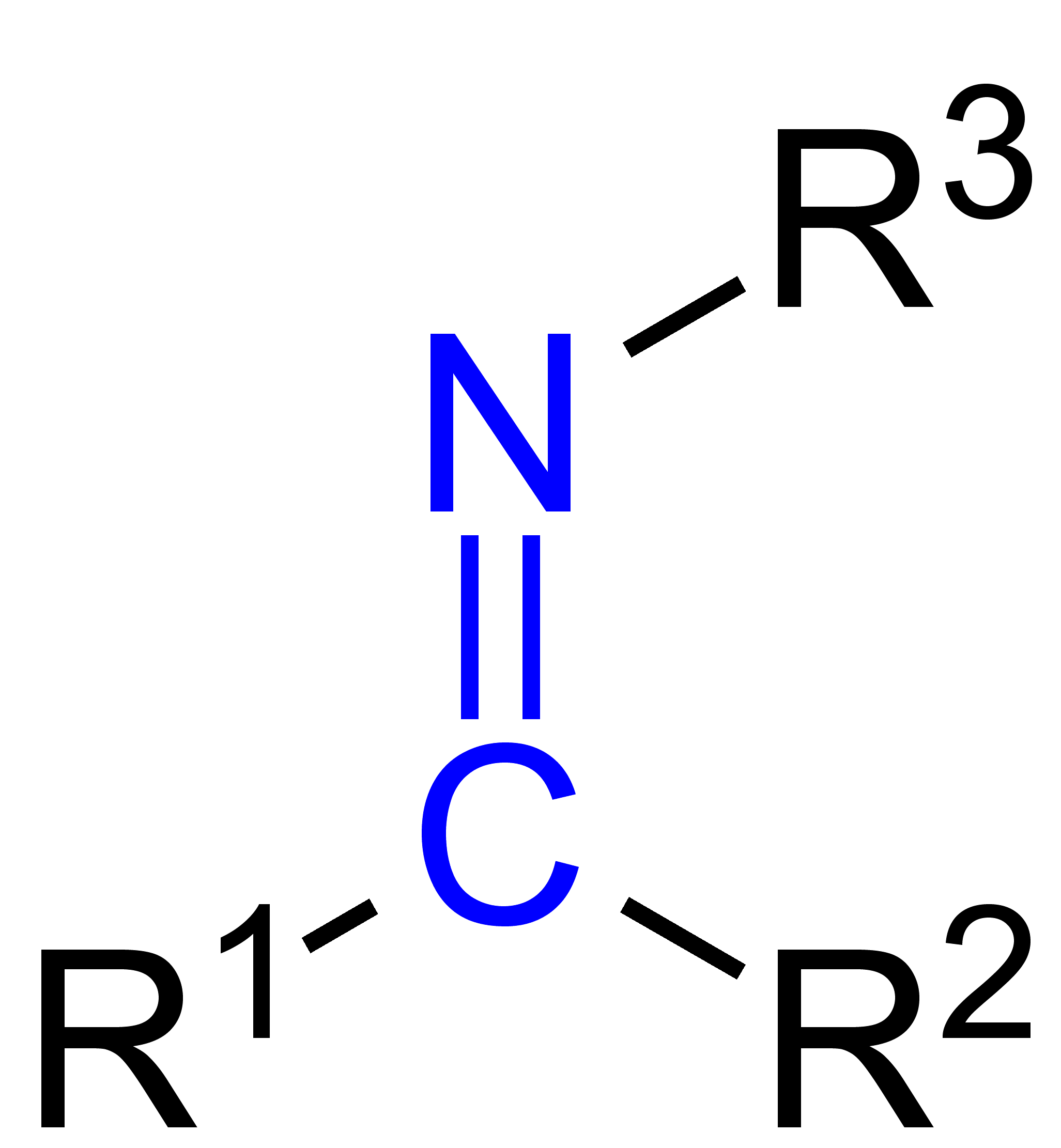
Ogólna struktura aldymin (R^{2} ≠ H)

Ketiminy – grupa organicznych związków chemicznych będących iminami o wzorze ogólnym R1R2C=N−R3, a więc będących analogami ketonów. W zależności od podstawnika przy atomie azotu (R3) wyróżnia się:
- ketiminy pierwszorzędowe – gdy podstawnikiem jest atom wodoru (R1R2C=NH)
- ketiminy drugorzędowe – gdy podstawnikiem jest inna grupa funkcyjna

Ketiminy zawierające podstawnik alkilowy lub arylowy w tym miejscu nazywane są zasadami Schiffa.
Iminy o wzorze ogólnym R1CH=N−R3 nazywane są aldyminami.